# Hajime Kamoshida
Hajime Kamoshida (鴨志田 一, Kamoshida Hajime, Kanagawa, 11 de abril de 1978) é um novelista, mangaká escritor e roteirista japonês. Sua estréia como novelista foi em Kami Naki Sekai no Eiyū-den em 2007, mas sua light novel mais conhecida foi Sakura-sō no Pet na Kanojo, que recebeu uma adaptação para anime na qual ele mesmo participou na roteirização, sob a direção de roteiro de Mari Okada, com quem posteriormente realizou outros projetos como o supervisionamento do roteiro de Kidō Senshi Gandamu Tekketsu no Orufenzu. Outras obras de sua autoria foram adaptadas para diversas mídias.

## Obras

### Light novels e serial novels
| Título                                               | Título original                            | Ilustração        | Publicação    | Volumes | Período de publicação                        | Nota(s) |
| ---------------------------------------------------- | ------------------------------------------ | ----------------- | ------------- | ------- | -------------------------------------------- | ------- |
| Kami Naki Sekai no Eiyū-den                          | 神無き世界の英雄伝                         | Minnichi Sakamoto | Dengeki Bunko | 3       | 10 de julho de 2007 – 10 de dezembro de 2007 |         |
| Kaguya: Tsuki no Usagi no Gin no Hakobune            | Kaguya 〜月のウサギの銀の箱舟〜            | Kumiko Aoi        | Dengeki Bunko | 5       | 10 de abril de 2008 – 10 de setembro de 2009 |         |
| Sakura-sō no Pet na Kanojo                           | さくら荘のペットな彼女                     | Kēji Mizoguchi    | Dengeki Bunko | 13      | 10 de janeiro de 2010 – 8 de março de 2014   |         |
| Hōkago ai Doru Boku to Seito Kaichō no ××            | 放課後あいどる 僕と生徒会長の××            | TNSK              | Gagaga Bunko  | 1       | 17 de junho de 2011                          |         |
| Seishun Buta Yarō wa Banīgāru Senpai no Yume o Minai | 青春ブタ野郎はバニーガール先輩の夢を見ない | Kēji Mizoguchi    | Dengeki Bunko | 11      | 10 de abril de 2014 – Presente               |         |

### Animes
| Título                                   | Título original                        | Estúdio   | Período de exibição                           | Função(ões)                       | Episódios nos quais participou | Nota(s) |
| ---------------------------------------- | -------------------------------------- | --------- | --------------------------------------------- | --------------------------------- | ------------------------------ | ------- |
| Sakura-sō no Pet na Kanojo               | さくら荘のペットな彼女                 | J.C.Staff | 9 de outubro de 2012 – 26 de março de 2013    | Roteirista                        | 3, 7, 18, 22                   |         |
| Selector Infected WIXOSS                 | セレクター インフェクテッド ウィクロス | J.C.Staff | 3 de abril de 2014 – 19 de junho de 2014      | Roteirista                        | 5, 6                           |         |
| Emu Surī: Sono Kuroki Hagane             | M3〜ソノ黒キ鋼〜                       | Satelight | 21 de abril de 2014 – 1 de outubro de 2014    | Roteirista                        | 4, 8, 18 e 21                  |         |
| Kidō Senshi Gandamu Tekketsu no Orufenzu | 機動戦士ガンダム 鉄血のオルフェンズ    | Sunrise   | 4 de outubro de 2015 – 2 de abril de 2017     | Roteirista, supervisor de criação | 5, 7, 11, 15, 21, 23, 24       |         |
| Just Because!                            | ジャストビコーズ!                      | Pine Jam  | 5 de outubro de 2017 – 28 de dezembro de 2017 | Roteirista                        | Todos                          |         |

### Mangás
| Título                                                 | Título original                            | Ilustração       | Publicação        | Revista(s)                             | Volumes | Período de serialização          | Nota(s) |
| ------------------------------------------------------ | ------------------------------------------ | ---------------- | ----------------- | -------------------------------------- | ------- | -------------------------------- | ------- |
| Sakura-sō no Pet na Kanojo                             | さくら荘のペットな彼女                     | Hōki Kusano      | ASCII Media Works | Dengeki G's Magazine Dengeki G's Comic | 8       | Abril de 2011 – Julho de 2015    |         |
| Seishun Buta Yarō wa Banīgāru Senpai no Yume o Minai   | 青春ブタ野郎はバニーガール先輩の夢を見ない | Tsugumi Nanamiya | ASCII Media Works | Dengeki G's Comic                      | 2       | Janeiro de 2016 – Presente       |         |
| Seishun Buta Yarō wa Puchidebiru Kōhai no Yume o Minai | 青春ブタ野郎はプチデビル後輩の夢を見ない   | Tsugumi Nanamiya | ASCII Media Works | Dengeki G's Comic                      | 1       | 10 de outubro de 2018 – Presente |         |

## Ligações Externas
- Site oficial da light novel de Sakura-sō no Pet na Kanojo(Em japonês)
- Site oficial do anime de Sakura-sō no Pet na Kanojo(Em japonês)
- Perfil do autor na amazon.jp